# Enoplolaimus conicaudatus
Enoplolaimus conicaudatus is een rondwormensoort uit de familie van de Thoracostomopsidae. De wetenschappelijke naam van de soort is voor het eerst geldig gepubliceerd in 1929 door Allgén.